# Santa María del Mercadillo
Santa María del Mercadillo è un comune spagnolo di 104 abitanti situato nella comunità autonoma di Castiglia e León.